# St. Petrus (Taching am See)

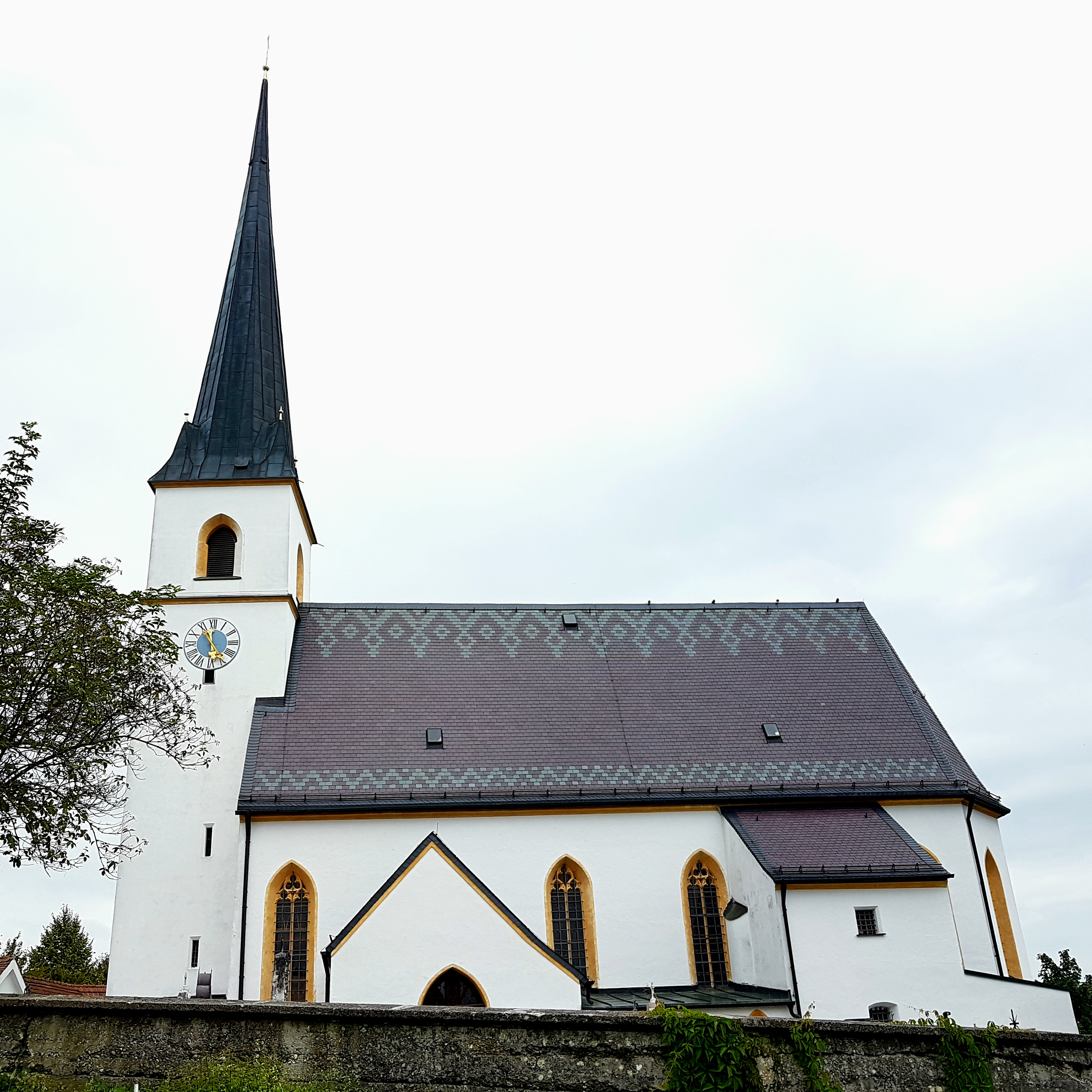
St. Petrus in Taching am See

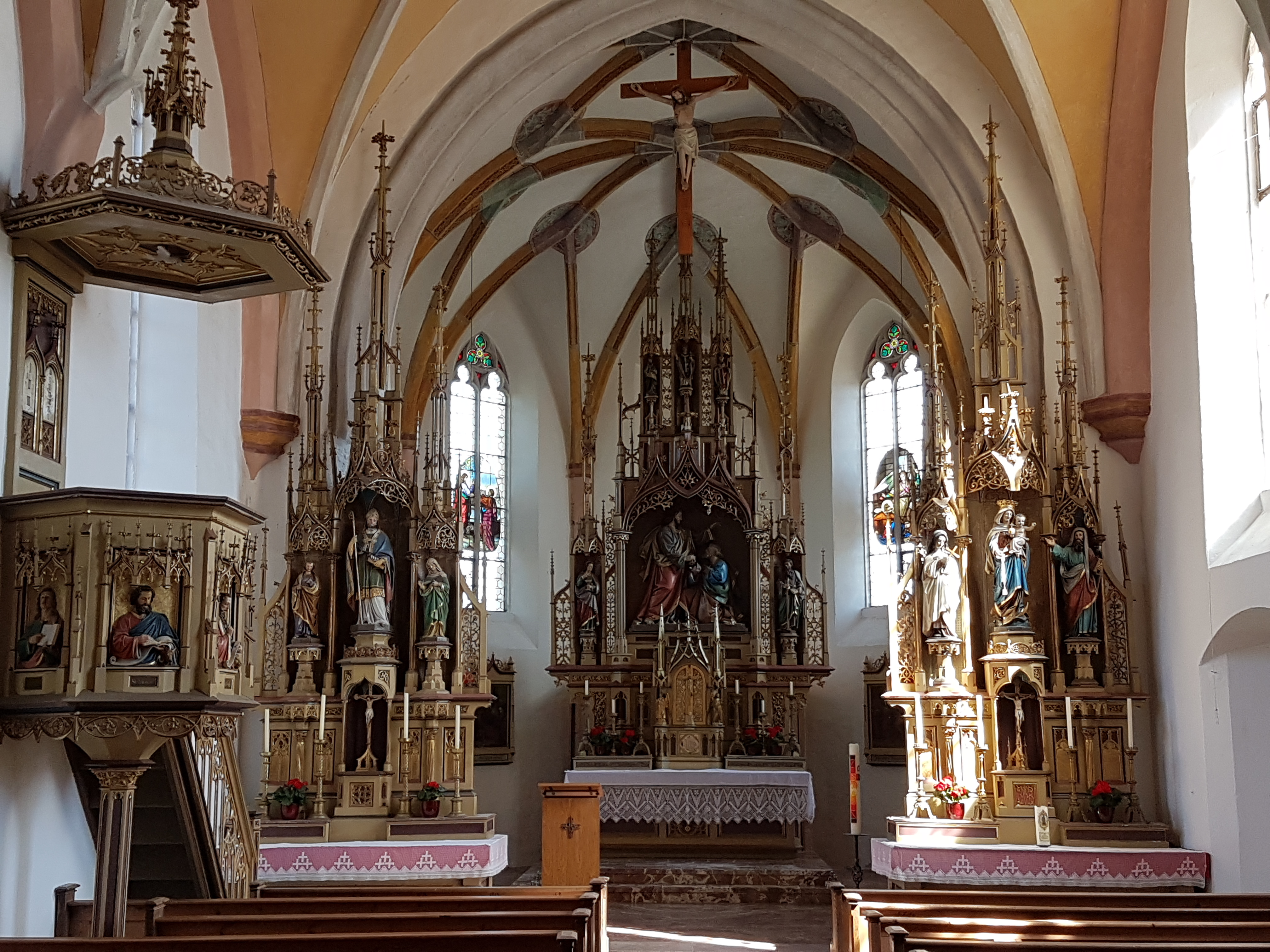
Innenraum

Die römisch-katholische ehemalige Pfarrkirche und heutige Filialkirche St. Petrus, die durch die Pfarrkirche St. Paulus ersetzt wurde, steht in Taching am See, einer Gemeinde im oberbayerischen Landkreis Traunstein. Sie ist in der Liste der Baudenkmäler in Taching am See als Baudenkmal unter der Nr. D-1-89-150-1 eingetragen. Die Kirche gehört zum Dekanat Traunstein im Erzbistum München und Freising.

## Beschreibung
Die spätgotische Saalkirche wurde anstelle eines romanischen Vorgängerbaus am Anfang des 16. Jahrhunderts errichtet. Sie besteht aus dem Langhaus zu vier Jochen, dem Chor mit Fünfachtelschluss im Osten, der Sakristei an der Südwand des Chors mit einem Oratorium im Obergeschoss und dem Kirchturm mit spitzem Helm im Westen. Im obersten Geschoss des Turms steht der Glockenstuhl mit vier Glocken, das Geschoss darunter enthält die Turmuhr. An der Südwand des Langhauses steht ein Anbau mit einer Vorhalle und einer Kapelle; beide Teile sind zum Langhaus mit Arkaden geöffnet. Unter der Kapelle befindet sich eine Gruft.
Die Orgel mit neun Registern auf einem Manual und Pedal wurde 1897 von Franz Borgias Maerz erbaut. Sie wurde um 1935 umgebaut und geringfügig erweitert.

## Glocken
Die drei großen Glocken mussten im Zweiten Weltkrieg abgegeben werden. Nur die kleinste aus dem Jahr 1924 verblieb im Turm. 1949 wurden die fehlenden Glocken nachgegossen. Die Läutedisposition und die Inschriften:
| Glocke | Name               | Durchmesser | Masse   | Schlagton | Inschrift                                                           |
| ------ | ------------------ | ----------- | ------- | --------- | ------------------------------------------------------------------- |
| 1      | Christkönigglocke  | 1250 mm     | 1028 kg | es1       | Christus – Gott – König – Richter führe uns zum ewigen Leben        |
| 2      | Petersglocke       | 110 mm      | 687 kg  | f1        | Petrus schütze Land und Leute von Taching am See                    |
| 3      | Muttergottesglocke | 900 mm      | 410 kg  | g1        | Maria, Bayerns Patronin, bitte für die Toten der beiden Weltkriege! |
| 4      | Josefsglocke       | 770 mm      | 270 kg  | c3        | 1924                                                                |